# Besouro-da-cana
O besouro-da-cana (Dermolepida albohirtum) é um besouro australiano nativo e uma praga da cana-de-açúcar. Os besouros adultos se alimentam das sobras da cana, mas o maior dano é causado por sua ninhada de larvas, que fica sob a terra comendo as raízes da planta, podendo até matar ou impedir o seu crescimento.
As larvas, também conhecidas como bichos cinzentos da cana, são pequenas e esbranquiçadas. Os besouros adultos são brancos com manchas pretas.
Os besouros-da-cana já foram uma infestação na Austrália. Para contê-los, foi introduzido o sapo-cururu, que acabou por tornar-se outra infestação.